# Bungo (Angola)
Bungo – miasto w Angoli, w prowincji Uíge.